# Gaiarine
Gaiarine ist eine nordostitalienische Gemeinde (comune) mit 5910 Einwohnern (Stand 31. Dezember 2023) in der Provinz Treviso in Venetien. Die Gemeinde liegt etwa 30 Kilometer nordöstlich von Treviso. Der Livenza begrenzt die Gemeinde im Osten gegenüber der Region Friaul-Julisch Venetien. Im Süden bildet der Canale Resteggia die Gemeindegrenze.

## Persönlichkeiten
- Joseph Cigana (1932–2022), französischer Radrennfahrer